# 30.º Regimiento de Caza de la Luftwaffe
El 30.° Regimiento de la Fuerza Aérea de Caza (30. Luftwaffen-Jäger-Regiment) fue una unidad de la Luftwaffe durante la Segunda Guerra Mundial. 

## Historia
Fue formado en octubre de 1942 en el sur de Rusia (área de Salsk). En marzo de 1943 fue absorbido los restos por la 7.ª División de Campo de la Luftwaffe y la 8.ª División de Campo de la Luftwaffe. Fue disuelto el 1 de noviembre de 1943 a causa de las grandes peridas en Taganrog. Los restos se incorporaron a la 336.ª División de Infantería.

## Comandantes
- Coronel Eberhard Dewald – (noviembre de 1942 – 9 de julio de 1943)
- Coronel Anton Schub – (agosto de 1943 – septiembre de 1943)
- Coronel Kalberlah – (septiembre de 1943 – noviembre de 1943)

## Orden de Batalla
Organización:
- I Grupo/1.ª Escuadra, 2.ª Escuadra, 3.ª Escuadra, 4.ª Escuadra
- II Grupo/5.ª Escuadra, 6.ª Escuadra, 7.ª Escuadra, 8.ª Escuadra
- III Grupo/9.ª Escuadra, 10.ª Escuadra, 11° Escuadra, 12° Escuadra

## Servicios
- 1942 – 1943: bajo la 15.ª División de Campo de la Luftwaffe.